# Manny Montana
Pour les articles homonymes, voir Montana.
Manny Montana est un acteur américain, né le 12 septembre 1983. 
Après avoir enchaîné les rôles mineurs ou secondaires, au cinéma et à la télévision, il se fait connaître par le rôle de Johnny Tuturro dans la série télévisée policière, du réseau USA Network, Graceland (2013-2015). 
Il rejoint ensuite la distribution principale de l'éphémère série dramatique du réseau ABC, Conviction (2016-2017) et obtient le premier rôle masculin de la série qui mélange comédie et action, Good Girls (2018-2021), du réseau NBC.

## Biographie
Manny Montana est né et a grandi à Long Beach, en Californie. Il est d'origine mexicaine américaine. 
Après avoir été diplômé de la Jordan High School, Montana obtient une bourse de football à la California State University Sacramento, mais il arrête après une blessure au bras et une huitième luxation de l'épaule. 
Il est transféré à la California State University, à Long Beach, avec pour majeure le journalisme et la radiodiffusion. Il travaille comme DJ dans la station de radio étudiante de l'école, ce qui lui vaut un poste de stagiaire à Power 100.3.

### Vie privée
Manny Montana est marié à la coach et blogueuse Adelfa Marr, qui fait une toute petite apparition dans la saison 2 de Good Girls.
Ils ont un enfant ensemble.

## Carrière
Il débute en 2008 à la télévision dans Urgences et Eleventh Hour et au cinéma dans East L.A. et Sanctuary.
Entre 2013 et 2015, il interprète Johnny "J.T." Tuturro dans la série policière d'action Graceland.
En 2015, il apparaît dans Blackhat de Michael Mann sous le nom de Lozano, un «criminel recherché». Montana a admis qu'il avait auditionné pour un rôle principal et ne l'a pas eu, mais s'est vu offrir un rôle de soutien, qu'il a accepté sans hésiter,.
En 2016, il tourne dans la série Conviction avec Hayley Atwell. Il tient le rôle de Franklin "Frankie" Cruz, un ex-détenu qui travaille pour le CIU (Conviction Integrity Unit) en tant que technicien légiste. Mais la série ne dure qu'une courte saison.
Entre 2018 et 2021, il joue le rôle du gangster Rio dans la série NBC, Good Girls, également diffusée sur Netflix.
En 2019, il joue sous la direction de Clint Eastwood dans La Mule.

## Filmographie

### Cinéma

#### Longs métrages
- 2008 : East L.A. d'Hector Ceballos, Joshua Robinson et Reed Simonsen : Alex Guzman
- 2008 : Sanctuary de Nickolaus Swedlund : Ramirez
- 2009 : Detached de Chris Bessounian et Tiana Majumdar-Langham : Manuel Sabatar
- 2013 : Go for Sisters de John Sayles : Tenoch
- 2015 : Hacker de Michael Mann : Alonzo Reyes
- 2016 : Undrafted de Joseph Mazzello : Zapata
- 2017 : I Hate the Man in My Basement de Dustin Cook : Logan
- 2019 : La Mule (The Mule) de Clint Eastwood : Axl

#### Courts métrages
- 2008 : El Primo de Nick Oceano : Luis
- 2009 : Road to Moloch de Robert Glickert : Martinez
- 2009 : Maria de Covina de Rick Escamilla : Manuel Batista
- 2010 : 30 Is the New 12 de Shari Page : Paco
- 2011 : The Ghost of Crenshaw de Jason Paul Field : Terence Simmons
- 2012 : Atonal de Derrick Hausen : Jeune combattant
- 2012 : Courageous de Zac Titus : Alexander

### Télévision

#### Séries télévisées
- 2008 : Urgences (ER) : Un joueur de foot
- 2008 : Eleventh Hour : Vasquez
- 2009 : Terminator : Les Chroniques de Sarah Connor (Terminator : The Sarah Connor Chronicles) : Hector
- 2009 : Cold Case : Affaires classées (Cold Case) : Francisco Ariza
- 2009 : Raising the Bar : Justice à Manhattan (Raising the Bar) : Romeo Vasquez
- 2010 : Lie to Me : Dax (saison 2 épisode 16)
- 2011 : The Chicago Code : Antonio Betz
- 2011 : Chase : Matt Nestor
- 2011 : Breakout Kings : Cesar Vega
- 2011 : Les Experts : Manhattan (CSI : NY) : Officier Glenn Cates
- 2012 : Cybergeddon : Frank Parker
- 2013 : Grimm : David Florez
- 2013 - 2015 : Graceland : Johnny Tuturro
- 2014 : Power : Miguel
- 2014 : Graceland Insider : Johnny
- 2015 : Following (The Following) : Luis
- 2015 : South Beach : Octavio Cruz
- 2015 : NCIS : Los Angeles : Diego Salazar
- 2016 : Lucifer : Junior
- 2016 - 2017 : Conviction : Franklin Cruz
- 2017 : Rosewood : Marcos Villa
- 2017 - 2018 : Miles dans l'espace (Miles From Tomorrowland) : Zeno (voix)
- 2018 - 2021 : Good Girls : Rio
- 2022 : Mayans M.C : Manny
- 2022 : Westworld : garde du corps
- 2025 : Ironheart : Cousin John

#### Téléfilm
- 2017 : Hater de John Griffin : Danny

### Jeux vidéo
- 2011 : L.A. Noire : Felix Alvarro (voix)